# Rivière aux Canots Est
Pour les articles homonymes, voir Canot (homonymie).
La rivière aux Canots Est est un affluent de la rivière aux Canots, coulant dans les territoires non organisés de Lac-Achouakan et de Lac-Moncouche, la municipalité régionale de comté (MRC) de Lac-Saint-Jean-Est, dans la région administrative de Saguenay–Lac-Saint-Jean, dans la province de Québec, au Canada. Le cours de la rivière aux Canots Est traverse la réserve faunique des Laurentides.
La vallée de la rivière aux Canots Est est desservie indirectement par la route 169. Cette vallée est aussi desservie par quelques routes forestières secondaires, surtout pour les besoins la foresterie et des activités récréotouristiques.
La foresterie constitue la principale activité économique de cette vallée ; les activités récréotouristiques, en second.
La surface de la rivière aux Canots Est est habituellement gelée du début de décembre à la fin mars, toutefois la circulation sécuritaire sur la glace se fait généralement de la mi-décembre à la mi-mars.

## Géographie
Les principaux bassins versants voisins de la rivière aux Canots Est sont :
- côté nord : lac Suzor-Côté, lac Bousquet, rivière Pikauba, rivière Pika ;
- côté est : ruisseau Gauthier, ruisseau Bergeron, rivière Pikauba, rivière Apica, lac Mignault, ruisseau Leboeuf ;
- côté sud : rivière aux Canots, lac Lampron, ruisseau Caché, lac Jubinville, lac Caché, lac Willie, rivière Apica ;
- côté ouest : rivière aux Canots, rivière aux Écorces, lac à la Culotte.

La rivière aux Canots Est prend sa source au lac Bonjour (longueur : 0,9 km ; altitude : 669 m) en zone forestière dans la réserve faunique des Laurentides. Ce lac est surtout alimenté par la décharge (venant du nord-est) du lac Calderly et la décharge (venant du nord) du lac des Hannetons. Cette source est située à :
- 1,7 km au sud-ouest de la route 169 ;
- 2,6 km au nord-ouest du sommet du mont Apica (altitude : 886 m) ;
- 3,7 km au sud du lac Suzor-Côté ;
- 4,7 km au nord-ouest du hameau Mont-Apica ;
- 6,7 km à l’est du cours de la rivière Pika ;
- 7,6 km au nord-est de la confluence de la rivière aux Canots Est et de la rivière aux Canots[3].

À partir de sa source (lac Bonjour), la rivière aux Canots Est coule sur 10,2 km avec une dénivellation de 109 m entièrement en zone forestière, selon les segments suivants :
- 1,4 km vers le sud en recueillant la décharge (venant de l’est), jusqu’au ruisseau Gauthier (venant de l’est). Note : la première moitié de ce segment est en zone de marais ;
- 4,1 km vers le sud notamment en recueillant la décharge (venant de l’est) du lac Plutus, en recueillant la décharge (venant du nord-ouest) du lac des Pâturins et en traversant un lac non identifié (longueur : 0,5 km ; altitude : 639 m) sur sa pleine longueur, jusqu’à son embouchure. Note : Ce lac reçoit du côté sud la décharge du ruisseau Bergeron ;
- 4,7 km vers le sud-ouest, en formant une boucle vers le sud en zone de marais, jusqu’à son embouchure[3].

La rivière aux Canots Est se déverse sur la rive nord-est de la rivière aux Canots. Cette confluence est située à :
- 1,4 km au nord-ouest du lac Lampron ;
- 2,7 km au sud-est du lac du Panache ;
- 9,3 km au sud-ouest de la route 169 ;
- 13,3 km à l’est de la confluence de la rivière aux Canots et de la rivière aux Écorces ;
- 36,4 km au sud-est de la confluence de la rivière Pikauba et de la rivière aux Écorces ;
- 41,5 km au sud-est de la confluence de la rivière Pikauba et du lac Kénogami ;
- 62,8 km au sud-ouest de la confluence de la rivière Chicoutimi et de la rivière Saguenay dans le secteur Chicoutimi de la ville de Saguenay[3].

À partir de l’embouchure de la rivière aux Canots Est, le courant suit successivement le cours de la rivière aux Canots sur 24,1 km généralement vers l’ouest, le cours de la rivière aux Écorces sur 52,8 km généralement vers le nord, le cours de la rivière Pikauba sur 10,6 km généralement vers le nord, traverse le lac Kénogami sur 17,6 km vers le nord-est jusqu’au barrage de Portage-des-Roches, puis suit le cours de la rivière Chicoutimi sur 26,2 km vers l’est, puis le nord-est et le cours de la rivière Saguenay sur 114,6 km vers l’est jusqu’à Tadoussac où il conflue avec l’estuaire du Saint-Laurent.

## Toponymie
Le toponyme « rivière aux Canots Est » a été officialisé le 5 décembre 1968 à la Banque des noms de lieux de la Commission de toponymie du Québec.